# Plestiodon stimpsonii
Espèce
Synonymes
- Eumeces stimpsonii Thompson, 1912

Plestiodon stimpsonii est une espèce de sauriens de la famille des Scincidae.

## Répartition
Cette espèce est endémique des îles Yaeyama au Japon.

## Publication originale
- Thompson, 1912 : Prodrome of descriptions of new species of Reptilia and Batrachia from the Far East. Herpetological notices, no 2, p. 1-4 (texte intégral).